# Hans Ledwinka
Hans Ledwinka (Klosterneuburg, 14 febbraio 1878 – Monaco di Baviera, 2 marzo 1967) è stato un ingegnere e imprenditore austriaco.
Fu pioniere dell'industria automobilistica austriaca assieme a Siegfried Marcus e Ferdinand Porsche.

## Biografia

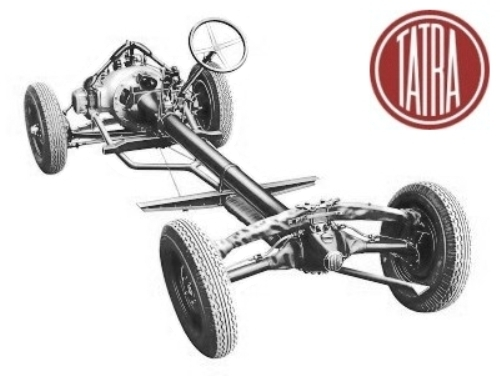
Tatra 11 con chassis rigido a tubo, 1923

Hans Ledwinka studia alla "k.k. Bau- und Maschinengewerbeschule" di Vienna e lavora fino al 1897 presso la Nesselsdorfer Wagenbau-Fabriks-Gesellschaft (dal 1923 inglobata in Tatra). Dal 1905 diventa capo progettista dell'azienda di Nesselsdorf/Moravia (fino al 1919, Kopřivnice) e tra il 1911 e il 1914 che produce freni a disco di serie. Nel 1917 diventa capo progettista presso la Österreichische Waffenfabriksgesellschaft. Nel 1920 Ledwinka ottenne, presso la viennese "Scuola di commercio di Stato", il diritto di fregiarsi del titolo di ingegnere. Nel 1921 ricevuta un'offerta a Nesseldorf dalla Wagenbau-Fabriks-Gesellschaft, divenne direttore tecnico fino al 1945. In questo periodo Ledwinka costruì un motore a quattro cilindri con trasmissione ad albero rigido per produzione serie; alla fine del 1921 progettò il modello Tatra 11 con albero centrale intubato (Zentralrohrrahmen), Pendelachse e motore boxer con raffreddamento ad aria. Nel 1944 presso la Technische Universität Wien ricevette il dottorato honoris causa. Nel 1945 il Sudetenland ritornò a essere cecoslovacco. Ledwinka a causa dei Decreti Beneš, fu processato e condannato a sei anni di carcere. Dopo aver scontato la pena, Ledwinka si trasferì a Monaco di Baviera nel 1954. Fino al 1955, all'età di 77 anni, lavorò per il costruttore di macchine Harald Friedrich nell'azienda Alzmetall, produttrice dei veicoli Spatz. Nel 1992 la sua figura venne riabilitata dalla Repubblica Federale Ceca e Slovacca.

## Controversia Volkswagen
Sia Hitler che Porsche furono influenzati dalla Tatra. Hitler fu entusiasta dell'industria automobilistica durante i viaggi in Cecoslovacchia, in particolare della Tatra. Si incontrò molte volte con Hans Ledwinka. Dopo una cena con questi, Hitler disse a Porsche: "Questa (la V570) è la macchina per le mie strade". In ogni caso, di Ledwinka, Porsche ammise che qualche volta avesse guardato alle sue spalle, e lui alle sue, mentre progettava la Volkswagen. Non c'è dubbio alcuno che il Maggiolino fu ispirato dalle prime Tatra. Tatra citò in giudizio la Volkswagen, ma il processo fu fermato durante la seconda guerra mondiale durante la Occupazione tedesca della Cecoslovacchia. Tatra fu obbligata a fermare la produzione della T97. Il processo si riaprì nel 1961, Volkswagen pagò 3.000.000 di marchi in via extragiudiziale.

## Vita privata
Ledwinka si sposa nel 1901 a Neutitschein con Mizzi Crasse. Ebbero due figli, Fritz e Erich (progettista di automobili). La moglie morì nel 1926. Nel 1953 sposa Ludwiga Kopka.

## Onorificenze
- Doktor honoris causa dalla Technische Universität Wien[4] nel 1944
- Rudolf-Diesel-Medaille nel 1961